# Carmaux
Carmaux település Franciaországban, Tarn megyében. Lakosainak száma 9927 fő (2022. január 1.). Carmaux Blaye-les-Mines, Almayrac, Le Garric, Monestiés, Rosières, Saint-Benoît-de-Carmaux és Sainte-Gemme községekkel határos.

## Népesség
A település népességének változása:
| Lakosok száma | 9688 | 9460 | 9607 | 9500 | 9641 | 9782 | 9870 | 9898 | 9927 |
|               | 2013 | 2015 | 2016 | 2017 | 2018 | 2019 | 2020 | 2021 | 2022 |